# HD 61248
HD 61248，又名CP-52 1231，SAO 235336、HR 2934，是一颗恒星，视星等为4.94，位于銀經264.77，銀緯-14.96，其B1900.0坐标为赤經7h 33m 11.3s，赤緯-52° -14.96′ 38″。